# Diecezja Tlapa
Diecezja Tlapa (łac. Dioecesis Tlapensis) – diecezja Kościoła rzymskokatolickiego w Meksyku. 

## Historia
14 stycznia 1992 roku  papież Jan Paweł II konstytucją apostolską Efflorescentem Mexici erygował diecezję Ciudad Altamirano. Dotychczas wierni z tym terenów należeli do diecezji Chilapa.

## Ordynariusze
- Alejo Zavala Castro (1992 - 2005)
- Oscar Roberto Domínguez Couttolenc MG (2007 - 2012)
- Dagoberto Sosa Arriaga (od 2013 roku)